# Tommot
Tommot (rusky Томмо́т, jakutsky Томмот) je město v Saše v Ruské federaci. Při sčítání lidu v roce 2010 mělo osm tisíc obyvatel.

## Poloha
Tommot leží na severu Aldanské vysočiny na řece Aldanu, pravém přítoku Leny. Od Jakutsku, hlavního města republiky, je vzdálen 390 kilometrů na jihozápad.

### Doprava
Ve městě je nádraží budované Amursko-jakutské magistrály, která se na jihu v Tyndě křižuje s Bajkalsko-amurskou magistrálou a na sever má vést až do Jakutsku. V letech 2004–2010 v Tommotu dočasně končila, v roce 2011 bylo dokončeno pokračování až do Nižného Besťachu, který leží od Jakutsku přes řeku Lenu.

## Dějiny
Tommot byl založen ve dvacátých letech dvacátého století jako překladiště pro město Aldan ležící jižněji.